# Дороті Райт
Дороті Райт (англ. Dorothy Wright, 19 серпня 1889 — 1960) — британська яхтсменка.
Олімпійська чемпіонка 1920 року в класі 7 метрів.